# Jessica Rabbit
Jessica Rabbit(née:Krupnick) é uma personagem de desenho animado criada por Robert Zemeckis.
Interpretada vocalmente pela atriz Kathleen Turner, apareceu pela primeira vez no filme Who Framed Roger Rabbit. Jessica tem características bastante marcantes, como seus seios avantajados, os cabelos ruivos, a cintura bastante fina com o quadril grande e a voz incrivelmente sedutora. O desenho foi administrado pela Disney.
A personagem foi criada para se tornar a primeira personagem de desenho animado a se tornar Sex symbol. Jessica foi criada para que pudesse mostrar que as mulheres poderiam ser sexys. A personagem foi inspirada na atriz Veronica Lake e em Rita Hayworth.

## Biografia e criação
No livro, ela era uma imoral, estrela up- and-coming e ex- personagem cômico sobre quem seu ex-marido (a estrela dos quadrinhos Roger Rabbit) ficou obcecado. Ela é reimaginada no filme como uma sensual cantora moral dos desenhos animados em um clube de jantar de Los Angeles chamado The Ink e Paint Club. Ela é um dos vários suspeitos no enquadramento de seu marido, que é uma famosa estrela de desenho animado. Ela é dublada por Kathleen Turner. Amy Irving foi escalado para cantar "Por que você não faz direito?" (uma canção de blues que ficou famosa por Peggy Lee) para a primeira cena de Jessica no filme. De acordo com o diretor de animação Richard Williams, além de ser uma muito tentadora humana cartoon, ela ama profundamente o marido Roger. Ela até o chama de seu "mel-coelho" e "querido". Ela afirma que ele a faz rir, é um amante melhor do que um motorista e que ele é magnífico e "melhor do Pateta", depois de Roger brande a arma para Juiz Doom e as doninhas, dizendo Doom que o sentido da justiça, provavelmente, atingiu-o como um tonelada de tijolos antes de Roger, literalmente, é atingido por uma tonelada de tijolos. Como prova de seu amor, ela diz Eddie que ela vai pagar qualquer preço para Roger e ela ainda ajuda a provar sua inocência, ajudando na investigação.
Mesmo que ela é uma Toon humana, ela é mostrada para ter algumas das palhaçadas cômicas desenhos típicos de outros Toons. Um exemplo disso foi a sua clivagem ter uma capacidade hammerspace como uma das doninhas procurou ela (com óbvia intenção pervertida) para última vontade e testamento de Marvin Acme, apenas para obter comicamente a mão presa em uma armadilha de urso e Valiant comentando sobre o evento com um trocadilho ("armadilha Nice"). Outra poderia ser seu contido " take selvagem" (como ela grita: "Oh,meu Deus,é DIP!") Vendo o esquema de Juiz Perdição envolvendo a Dip, enquanto um efeito sutil foi adicionado pelo animador Russell Hall: O salto do seio de Jessica era invertido da de uma mulher de verdade para que ele iria saltar para cima quando os seios de uma mulher de verdade saltar para baixo e vice-versa. Além disso, quando ela sopra beijos (como visto de Eddie em uma cena), os lábios beijos também são feitas em um estilo de desenho animado.
Depois do filme, Jessica também apareceu no Roger Rabbit/calções Bebê Herman Tummy Trouble como enfermeira, Roller Coaster Coelho como uma donzela em perigo, e Trail Mix-Up como um guarda do parque. Em Tummy Trouble e Roller Coaster Coelho não fez qualquer impressão, mas em Trail Mix-Up Roger fantasia sobre ela, chamando-a de "bebê na floresta" e ofegante como um cão. Ela também apareceu com freqüência na série de quadrinhos de coelho Roger, e ela tinha sua própria característica na maioria das questões de Toontown de Roger Rabbit, como "Salão de Beleza Bedlam", onde ela se vê cara a cara com contrapartida doninha fêmea, Winnie.
Com o sucesso do filme e sobre a abertura de MGM Studios da Disney em 1 de maio de 1989, os personagens do filme aparecem com destaque na empresa. Depois de tomar o Estúdio Backlot Tour, vários suportes decoravam as ruas, incluindo duas oportunidades de fotos diferentes, com Jessica: um recorte de papelão brilhante e "The Loony Bin" photoshop que permitiu-lhe tirar fotografias em pé ao lado de um traje desenho dos desenhos animados real de caracteres a partir de o filme. Houve também uma grande quantidade de mercadoria que inclui Jessica Rabbit esfregar adesivos chamados de "pressers". A Jessica Rabbit Store, intituladas "Jessica", fazia parte da Pleasure Island, atração boate da Disney e da área comercial. A loja incluía um neon 2 faces gigante Jessica assinar com vestido de paetês e balançando a perna e contou com nada, mas mercadoria Jessica Rabbit. A loja fechou em 1992.
Em 2008, Jessica Rabbit foi selecionado pela Empire Magazine como um dos 100 maiores personagens de filmes de todos os tempos. Em março de 2009, um jornal do Reino Unido votou Jessica Rabbit personagem de desenho animado mais sexy de todos os tempos, com Betty Boop em segundo lugar e Caramel coelho da Cadbury em terceiro.